# Coppa Acerbo 1936
Coppa Acerbo 1936 je bila petnajsta neprvenstvena dirka za Veliko nagrado v sezoni 1936. Odvijala se je 15. avgusta 1936 na dirkališču Circuito di Pescara.

## Poročilo

### Pred dirko
Mercedes-Benz se je odločil izpustiti tudi to dirko, da bi se pripravili na prvenstveno dirko za Veliko nagrado Švice. Achille Varzi se ni pojavil pravočasno na dirki, zato ga je šel del moštva poiskati v Rim. Nenadoma se je pojavil na dirki, toda zdaj je že postalo jasno, da težavo zaradi odvisnosti od morfija. 
Na prostem treningu je Hans Stuck doživel hudo nesrečo, ko mu je na ravnini odpadlo eno od prednjih koles. Dirkalnik je odneslo naravnost skozi šikano, Stuck pa je uspel izskočiti iz dirkalnika na koruzno polje pred trčenjem. Utrpel je le lažje poškodbe, vseeno pa se zaradi pretresenosti ni odločil za štart na dirki. Scuderia Maremmana je na dirko pripeljala dirkalnik Alfa Romeo P3 za Clementa Biondettija, toda zaradi nepopravljive okvare motorja na prostem treningu je štartal v dirkalniku Maserati 8CM. 

### Dirka
Ob močnem odobravanju gledalcev, je najbolje štartal Tazio Nuvolari, za njim pa Achille Varzi in Bernd Rosemeyer. Veselje na tribunah je trajalo le štiri kroge, kajti Nuvolari je moral odstopiti zaradi okvare motorja. S tem je vodstvo prevzel Rosemeyer, ki je v veliki vročini do 43 °C dirkal v svojem razredu. Z le enim postankov v boksih je zmagal s prednostjo sedmih sekund pred nadomestnim dirkačem in prijateljem, Ernstom von Deliusom, Varzi pa je s kar štirimi postanki v boksih zaradi težav z obrabo pnevmatik končal kot tretji za trojno zmago Auto Uniona. Antonio Brivio na četrtem mestu je bil edini uvrščeni dirkač Scuderie Ferrari, peti in zadnji uvrščeni pa je bil Hans Ruesch.

## Rezultati

### Štartna vrsta
| _______3_______ Brivio Alfa Romeo 11:10 |                                             | _______2_______ Nuvolari Alfa Romeo 11:05 |                                            | _______1_______ Varzi Auto Union 10:59   |
|                                         | _______5_______ von Delius Auto Union 11:39 |                                           | _______4_______ Rosemeyer Auto Union 11:24 |                                          |
| _______8_______ Seaman Maserati 12:23   |                                             | _______7_______ Ghersi Alfa Romeo 12:23   |                                            | _______6_______ Dreyfus Alfa Romeo 11:53 |
|                                         | _______10______ Biondetti Alfa Romeo 13:18  |                                           | _______9_______ Dobson Alfa Romeo 13:15    |                                          |
|                                         |                                             | _______11_______ Ruesch Alfa Romeo 13:53  |                                            |                                          |

### Dirka
| Poz | Št | Dirkač             | Moštvo               | Dirkalnik         | Krogi | Čas/Odstop         | Št. m. |
| --- | -- | ------------------ | -------------------- | ----------------- | ----- | ------------------ | ------ |
| 1   | 50 | Bernd Rosemeyer    | Auto Union           | Auto Union C      | 16    | 2:57:04.0          | 4      |
| 2   | 48 | Ernst von Delius   | Auto Union           | Auto Union C      | 16    | + 7:14.0           | 5      |
| 3   | 62 | Achille Varzi      | Auto Union           | Auto Union C      | 16    | + 7:57.4           | 1      |
| 4   | 42 | Antonio Brivio     | Scuderia Ferrari     | Alfa Romeo 12C-36 | 16    | + 8:02.4           | 3      |
| 5   | 11 | Hans Ruesch        | Privatnik            | Alfa Romeo 8C-35  | 12    | +4 krogi           | 11     |
| Ods | 34 | Pietro Ghersi      | Scuderia Torino      | Maserati 6C-34    | 12    |                    | 7      |
| Ods | 56 | Tazio Nuvolari     | Scuderia Ferrari     | Alfa Romeo 12C-36 | 10    | Ventil             | 2      |
| Ods | 58 | Austin Dobson      | Privatnik            | Alfa Romeo P3     | 8     |                    | 9      |
| Ods | 38 | René Dreyfus       | Scuderia Ferrari     | Alfa Romeo Tipo C | 8     | Motor              | 6      |
| Ods | 44 | Giuseppe Farina    | Scuderia Ferrari     | Alfa Romeo Tipo C | 8     |                    | 12     |
| Ods | 32 | Clemente Biondetti | Scuderia Maremmana   | Maserati 8CM      | 4     |                    | 10     |
| Ods | 40 | Dick Seaman        | Officine A. Maserati | Maserati V8RI     | 4     |                    | 8      |
| DNS | 47 | Hans Stuck         | Auto Union           | Auto Union C      |       | Trčenje            |        |
| DNS | 32 | Clemente Biondetti | Scuderia Maremmana   | Alfa Romeo P3     |       | Zamenjal dirkalnik |        |
| DNA | 36 | ?                  | Scuderia Torino      | Maserati 6C-34    |       |                    |        |
| DNA | 52 | Raph               | Privatnik            | Maserati V8RI     |       |                    |        |
| DNA | 54 | Adolfo Mandirola   | Scuderia Torino      | Maserati 8CM      |       |                    |        |